# Kommunalvalg i Odder Kommune 2021
Kommunalvalget i Odder Kommune 2021 afholdtes som del af kommunal- og regionsrådsvalg 2021 i Danmark tirsdag den 16. november 2021. Der skulle vælges 19 medlemmer af kommunalbestyrelsen, og der krævedes 10 mandater for at danne et flertal.

## Resultat
| Liste | Parti                       | Spidskandidat       | %    | % +/- | Mandater | Mandater +/- |
| ----- | --------------------------- | ------------------- | ---- | ----- | -------- | ------------ |
| A     | Socialdemokratiet           | Lone Jakobi         | 25,2 | -0,4  | 5        | 0            |
| B     | Radikale Venstre            | Kresten Bjerre      | 8,6  | +2,8  | 2        | +1           |
| C     | Det Konservative Folkeparti | Martin Mikkelsen    | 13,5 | +5,8  | 2        | 0            |
| D     | Nye Borgerlige              | Brian Vestergaard   | 2,7  | +2,7  | 0        | 0            |
| F     | Socialistisk Folkeparti     | Marianne Hundebøll  | 5,8  | +0,2  | 1        | 0            |
| O     | Dansk Folkeparti            | Jan Jørgensen       | 1,3  | -4,7  | 0        | -1           |
| T     | Verdensmål med Vilje        | Heidi Gautschi      | 0,4  | +0,4  | 0        | 0            |
| V     | Venstre                     | Uffe Jensen         | 31,1 | -7,4  | 7        | 0            |
| Ø     | Enhedslisten                | Ditte-Marie Thejsen | 11,5 | +4,5  | 2        | 0            |

## Valgte medlemmer af kommunalbestyrelsen
| Mandatnr. | Navn                    | Parti                       |
| --------- | ----------------------- | --------------------------- |
| 1         | Uffe Jensen             | Venstre                     |
| 2         | Ditte-Marie Thejsen     | Enhedslisten                |
| 3         | Lone Jakobi             | Socialdemokratiet           |
| 4         | Finn Thranum            | Venstre                     |
| 5         | Martin Mikkelsen        | Det Konservative Folkeparti |
| 6         | Kresten Bjerre          | Radikale Venstre            |
| 7         | Lars Bluhme             | Socialdemokratiet           |
| 8         | Ole Lyngby Pedersen     | Venstre                     |
| 9         | Hans Hammann            | Venstre                     |
| 10        | Marianne Hundebøll      | Socialistisk Folkeparti     |
| 11        | Torben Madsen           | Socialdemokratiet           |
| 12        | Allan Werk              | Venstre                     |
| 13        | Klaus Rafael Jensen     | Det Konservative Folkeparti |
| 14        | Leif Gjørtz Christensen | Enhedslisten                |
| 15        | Palle Holsting          | Socialdemokratiet           |
| 16        | Louise Kreutzfeldt      | Venstre                     |
| 17        | Katja Ivesøe            | Radikale Venstre            |
| 18        | Claes Jensen            | Socialdemokratiet           |
| 19        | Lene Aagaard            | Venstre                     |